# 佐賀県道・長崎県道106号嬉野川棚線
佐賀県道・長崎県道106号嬉野川棚線（さがけんどう・ながさきけんどう106ごう うれしのかわたなせん）は、佐賀県嬉野市から長崎県東彼杵郡川棚町に至る一般県道である。

## 概要
佐賀県嬉野市嬉野町大字不動山甲から長崎県東彼杵郡川棚町石木郷に至る。
未開通部分があり、全線走破は不可能。そのため、起点の嬉野市側の案内標識には、「川棚までは開通していません！」、終点の川棚町側には県道標識の下に「嬉野まで行けません」と標記されている。
ただし、未開通区間には林道が通じており、林道を介した迂回路によって嬉野 - 川棚間の通行は可能である。
嬉野市内は全線が大字不動山を通っている。慶安年間に茶栽培が始まった土地であり、古くから最上段の牛ノ岳まで塩田川沿いに集落が点在したため、道路交通は早くから整備されていた。沿線には虚空蔵山登山口や国指定天然記念物の茶の木（嬉野の大チャノキ）があり、観光客・登山客も利用する。一方、川棚町内は1970年代に石木ダム建設計画が起き、地元反対派の激しい阻止抗争が発生したため、開発は停滞していた。佐賀県は早くから県道に指定していたが、長崎県が県道指定に踏み切ったのは1990年代である。
平野橋で国道34号と分岐した県道は、塩田川の谷筋に沿って県境を目指す。麓の平野地区では2車線と1.5車線が頻繁に変わる。中流域の大舟地区から2車線道路に変わり、茶畑の麓を進む。馬場地区で塩田川を渡り、山登りのルートに入る。2車線区間は虚空蔵山登山口・茶の木入口まで続く。最上段の集落となる牛ノ岳まで路線バスが設定されている。集落を乗り越すと、カーブのきつい1車線道路となり、茶畑と山林を縫っていく。終点の表示は設置されないまま、林道木場不動山線にそのまま接続する。
県境を通過する木場不動山線は2000年（平成12年）に開通したが、県道の整備事業とは別のルートである。同時期に全通した広域林道虚空蔵線と合流し、虚空蔵線を介して長崎県側の終点に移動できる。虚空蔵線の沿道にある虚空蔵山西登山口付近から下り道に入り、県道にいたる。
長崎県側は、川棚町木場郷内は川棚川支流の石木川に沿ってほぼ1車線で下る。離合は難しい沿線には棚田100選の一つ日向棚田がある。石木ダム建設によって水没する区間のため、県は整備を進めていない。代替道路の建設を地元に提示しているが、ダム建設そのものの反対運動によって、進展は見られない。石木川下流に達すると、2車線に拡張する。採石場が沿線にあるため、土木工事シーズンになると大型トラックが頻繁に行き交う。石木小学校の上流部には、ダム立ち退き者対象の代替住宅が2008年（平成20年）に整備されている。旧来からの民家を縫って県道4号に合流する。
川棚町内では川原地区を通る。この地域は佐世保市南部の慢性的な水不足を解消すべく石木ダムの建設が予定されているが、反対運動が行われているためいまだに着工のめどが立っていない。そのため、石木ダム建設に伴う、本道の付け替え工事も暗礁に乗り上げたままである。

### 路線データ
- 起点：佐賀県嬉野市嬉野町大字不動山甲（国道34号交点）
- 終点：長崎県東彼杵郡川棚町石木郷（長崎県道・佐賀県道4号川棚有田線交点）

## 地理

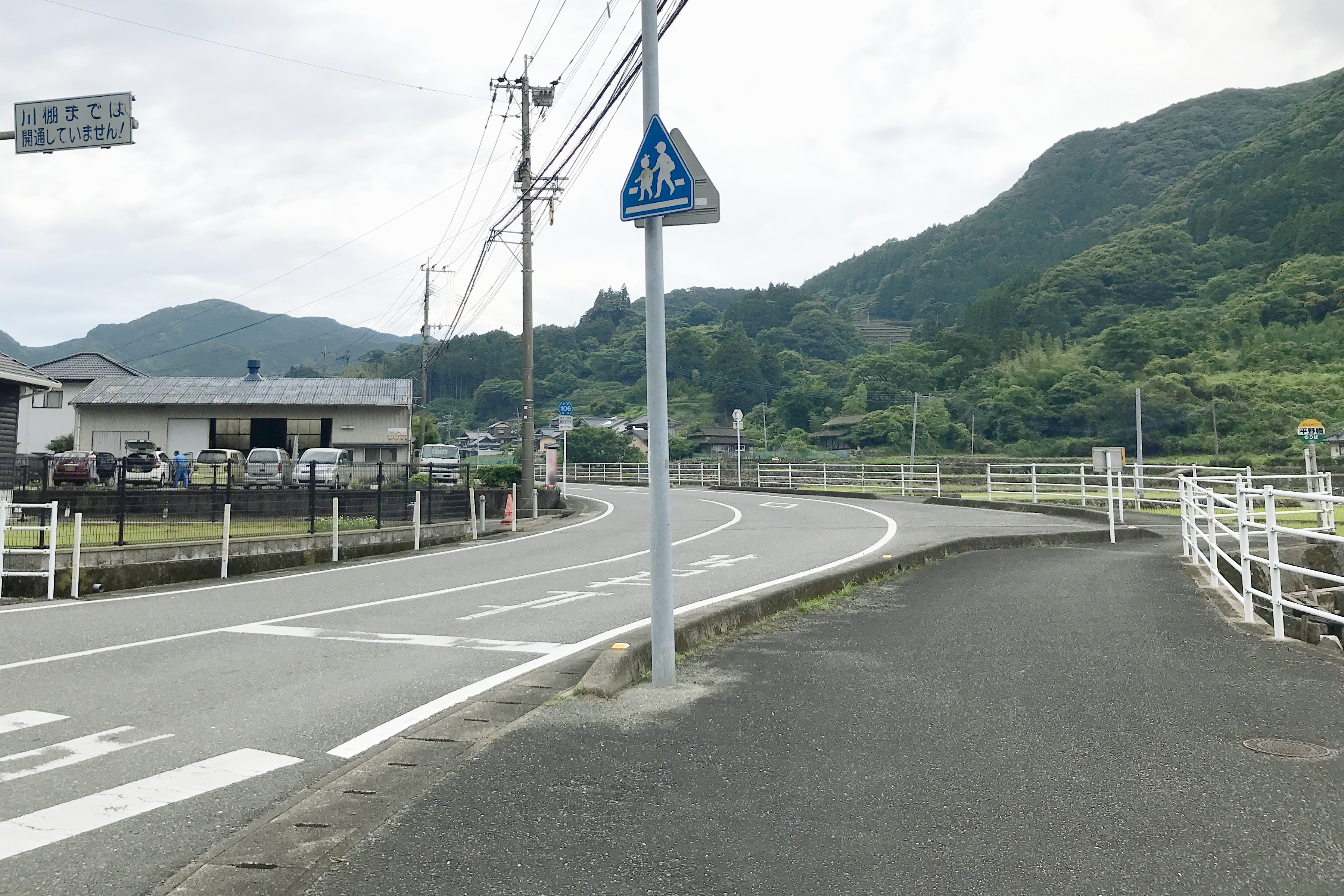
嬉野市不動山下不動の平野橋バス停付近。未開通を示す標識がある

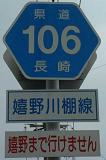
「嬉野まで行けません」の補助標識付きの路線名標識

### 通過する自治体
- 佐賀県
  - 嬉野市
- 長崎県
  - 東彼杵郡川棚町

### 交差する道路
| 交差する道路                    | 都道府県名 | 市町村名 | 市町村名 | 交差する場所       | 交差する場所 |
| ------------------------------- | ---------- | -------- | -------- | ------------------ | ------------ |
| 国道34号                        | 佐賀県     | 嬉野市   | 嬉野市   | 嬉野町大字不動山甲 | 起点         |
| 長崎県道・佐賀県道4号川棚有田線 | 長崎県     | 東彼杵郡 | 川棚町   | 石木郷             | 終点         |

### 沿線
- 虚空蔵山
- 嬉野の大チャノキ
- 川棚町立石木小学校